# Caso Pesseghini
Caso família Pesseghini faz referência à chacina ocorrida no dia 5 de agosto de 2013, no município brasileiro de São Paulo, na qual cinco membros da família Bovo Pesseghini foram mortos.
Entre as vítimas estavam Andreia Regina Bovo Pesseghini, cabo da 1.ª Companhia do 18º Batalhão da Polícia Militar, com base na Freguesia do Ó e mãe do menino Marcelo; Benedita Oliveira Bovo, mãe da cabo Andréia e avó do menino Marcelo; Bernardete Oliveira da Silva, irmã de Benedita e tia-avó de Marcelo; Luis Marcelo Pesseghini, sargento da ROTA e pai do menino Marcelo; e Marcelo Eduardo Bovo Pesseghini, filho do casal de policiais e suspeito de ter executado o crime.
Os corpos das vítimas foram velados na tarde do dia 6, no Cemitério Gethsêmani Anhanguera, localizado na rodovia Anhanguera. O encerramento do caso pela justiça brasileira foi envolvido em uma série de críticas e controvérsias. Antonio Carlos Prado, escrevendo para a revista IstoÉ chamou o caso Pesseghini de "um dos mais mal explicados da história dos crimes no Brasil." Após várias tentativas de reabertura na justiça do Brasil, o caso foi denunciado em 2018 à Organização dos Estados Americanos, nos Estados Unidos.

## História

### Crime
Cinco pessoas da mesma família foram encontradas mortas na noite de segunda-feira, dia 5 de agosto de 2013, dentro da casa onde moravam, na Brasilândia, zona norte de São Paulo. Entre os mortos, estavam dois policiais militares — o sargento Luis Marcelo Pesseghini, 40 anos, e a mulher dele, a cabo Andreia Regina Bovo Pesseghini, 35 anos. O filho do casal, Marcelo Eduardo Bovo Pesseghini, 13 anos, também foi encontrado morto, assim como a mãe de Andreia, Benedita Oliveira Bovo, 65 anos, e a irmã de Benedita, Bernardete Oliveira da Silva, 55 anos.

### Investigação
Os investigadores descartaram a possibilidade do crime ter sido um ataque de criminosos aos dois PMs e passou a considerar a hipótese de uma tragédia familiar: o filho do casal, Marcelo, teria atirado nos pais, na avó e na tia-avó e cometido suicídio.
A chefe do DHPP, delegada Elizabete Sato, afirmou que não foram descartadas outras hipóteses, como crime passional ou vingança. De acordo com a delegada, o local do crime não estava idôneo, ou seja, preservado para perícia, quando policiais civis foram atender a ocorrência, no dia do crime, 5 de agosto de 2013, pouco depois das 18h. Naquele dia, cerca de 200 policiais foram até a casa onde a família foi morta.
O promotor Luiz Fernando Bugiga Rebellato deu parecer favorável a um novo pedido de prorrogação das investigações por mais trinta dias. Foi feito sob o argumento de que a conclusão dos trabalhos dependia de um complemento aos dados referente à quebra do sigilo telefônico dos celulares encontrados na casa.
Com base no laudo psiquiátrico sobre o perfil de Marcelo Pesseghini (exame de insanidade mental póstumo retrospectivo), que foi feito somente a partir de análises baseadas em depoimentos e entrevistas, e assinado pelo psiquiatra forense Guido Palomba, foi apontado que o estudante sofria de uma "encefalopatia hipóxica" (falta de oxigenação no cérebro) que o fez desenvolver um "delírio encapsulado". O psiquiatra comparou essa perda da noção de realidade vivida por Pesseghini com a do personagem do jogo Assassin´s Creed.
A Polícia Civil, o Ministério Público e o Tribunal de Justiça de São Paulo concluíram que o garoto foi o assassino. Porém, a Polícia Militar continuou investigando o caso. No dia 15 de outubro de 2014, a PM pediu ao órgão especial do Tribunal de Justiça uma cópia do relatório do inquérito policial que já tinha sido concluído. A justificativa assinada pelo major Laerte Fidelis diz que existia a necessidade de conclusão da sindicância que apura os fatos que levaram à morte da cabo Andréia. A sindicância tentava esclarecer as denúncias de corrupção feitas por ela. O tenente coronel Wagner Dimas, que disse que não acreditava que o menino tinha matado a família, havia sido afastado, mas voltou a comandar a unidade.

## Repercussão

### Mundial
Jornais e sites de várias partes do mundo noticiaram o crime envolvendo uma família de policiais militares em São Paulo.
O jornal britânico Daily Mail aponta a dúvida lançada na versão da polícia depois que foi revelado que a mãe de Marcelo, Andreia Regina Pesseghini Bovo, 36 anos, havia denunciado policiais criminosos, que estariam atuando em roubo a caixas eletrônicos, nos meses que antecederam a sua morte violenta. Além disso, o jornal afirma que a polícia de São Paulo é conhecida como sendo uma das mais corruptas do mundo, envolvida em numerosos escândalos, esquadrões da morte e execuções extrajudiciais.
Também publicaram sobre o assunto a versão espanhola do site Terra Networks, o Daily Mirror (Reino Unido), Telecinco (Espanha), entre vários outros.

### Nota da Ubisoft
A desenvolvedora de games Ubisoft, criadora da franquia Assassin's Creed, publicou um comunicado de pêsames à família Pesseghini, refutando a tese de que o jogo  tenha influenciado o Marcelo a matar a família. Sites e portais de notícias alardearam que o perfil do jovem em redes sociais tinha foto do protagonista do jogo.
Em trecho da nota consta:
"[Em] nenhum estudo até agora realizado há consenso sobre a associação entre a violência e obras de ficção, incluindo livros, séries de televisão, filmes e jogos. É uma falácia associar um objeto de entretenimento de milhões de pessoas, todos os dias, em todo o mundo, com ações individuais e que ainda estão sendo esclarecidas. Novamente, isso é uma tragédia sem sentido e os nossos pensamentos e orações estão com a família e amigos das vítimas. (…) Agradecemos aos fãs da série que manifestaram apoio contra mensagens sensacionalistas associando o jogo à tragédia e convidamos a todos a se solidarizarem com a família e os amigos das vitimas."

### No Brasil
Em 2013 foi criada uma página no Facebook chamada "Não foi o Marcelo Eduardo Bovo Pesseghini". Em um dia após sua criação a página tinha três mil curtidas. Ela foi analisada pelo jornal O Popular. Foi organizado um protesto a favor de Marcelo Pesseghini pela página de Facebook. 800 pessoas marcaram presença. No protesto seria questionada as investigações da polícia. Iria ocorrer na frente do DHPP (Departamento de Homicídios e de Proteção à Pessoa) em agosto de 2013. Ninguém compareceu. Na mesma época a polícia começa a divulgar informações que apontaria Marcelo Pesseghini como único culpado do crime. Marcelo Rezende disse que "a polícia colocou na conta de um menino a morte de pais, avó e tia-avó. E aparecia o jogo no centro da investigação."

## Controvérsias

### Crítica da IstoÉ
Antonio Carlos Prado, escrevendo para a revista IstoÉ criticou em diversos pontos o modo como a polícia divulgou detalhes do caso à imprensa em 2013, chamando de "monopólio da informação":
[No Caso Pesseghini] a polícia declarou tão somente o que quis e da forma que quis. (…) [C]hegou-se ao ponto de o comando da Polícia Militar declarar que não comentaria o assunto quando se levantou a hipótese de a chacina ser fruto de rivalidades entre PMs (mas se o comando não comentar, então quem comenta?). O delegado que chefia o caso reiterava 'tudo está sendo investigado', sem jamais traduzir em provas esse 'tudo' e investigando numa única direção: a responsabilidade do adolescente.
(…)
Quando a sua superiora hierárquica pôs em pauta as teses de crime passional ou por vingança, não deu meia hora e uma 'nota de esclarecimento' da assessoria de imprensa da Secretaria da Segurança desdizia tudo. (…) A polícia declarou que o local do crime 'não estava idôneo' para a perícia. Há diferença entre local inidôneo e local não preservado; o primeiro é quando alguém intencionalmente muda o cenário para confundir e o segundo é quando muita gente que não devia estar no cenário do crime vai lá e o acaba 'contaminando'.
(…)
Ora, se foi o adolescente quem matou, ele seria o único interessado em transformar o local em 'não idôneo'. Mas como faria isso após cometer suicídio? Segundo a perícia, todo o sangue nas paredes e no teto do ambiente foi limpo pelo menino. Não é coisa demais para ele? E o exame para vestígios de pólvora em suas mãos e nas luvas que ele usou que deu negativo. Como é que fica? Ninguém responde essa questão, e assim a polícia lança a si mesma no descrédito: 83% dos paulistas não creem na versão oficial.— Antonio Carlos Prado

### Testemunhas
Uma vizinha disse ter visto um policial militar fardado e outro homem pulando o muro da casa da família Pesseghini, por volta das 12h de segunda-feira do dia 5 de agosto. Ao sair da residência os dois comentarem que a família estava morta. Porém, a polícia apareceu somente às sete horas da noite, com a corporação informando que foi notificada após as 18h de 5 de agosto.
A vizinha disse que não acreditava que o menino Marcelo Pesseghini matou a família e que o alvo do assassino era a mãe, por estar "investigando alguma coisa errada na Freguesia do Ó" e ela foi encontrada morta "de joelhos" ao ter implorado para não atirarem. Também informou que um carro modelo Meriva na cor prata rondou durante meses a casa da família Pesseghini e passou informações sobre a residência, do carro e quem a visitiva.
O irmão de Bernardete e Benedita, e tio de Andreia, que não quer ser identificado, disse ter recebido dois telefonemas que seriam da escola de Marcelo, logo que entrou na casa, quando os corpos foram achados. A voz de uma mulher falou, 'é a casa do Marcelinho?'. Eu falei, 'quem quer falar com ele?'. Ela disse, 'é da escola, é porque o Marcelinho não veio para a escola hoje'".

### Comentários de policiais
O ex-deputado estadual Major Olímpio Gomes do Partido Democrático Trabalhista (PDT) disse que "Eu recebi de policiais da própria Zona Norte[18° Batalhão], que eu conheço, a informação de que a cabo Andreia foi convidada por colegas para participar do furto de caixas eletrônicos". De acordo com o deputado estadual, ele recebeu a denúncia de militares de várias unidades e diversas patentes no fim de semana, e em 12 de agosto relatou o fato ao coronel Rui Conegundes, comandante da Corregedoria da PM. Segundo relato de Major Olímpio, os policiais que fizeram denúncias dizem que Andreia teria recusado a proposta de formação de quadrilha e denunciou alguns colegas ao seu superior na época, o capitão Fábio Paganotto, no início de 2012. O capitão investigou o caso, mas não chegou a nenhuma conclusão e foi transferido do 18° Batalhão para o 9° Batalhão.
O delegado Itagiba Franco, do Departamento de Homicídios e de Proteção à Pessoa (DHPP) de São Paulo, que coordenou as investigações do caso das mortes da família Pesseghini, convocaria o coronel Wagner Dimas, comandante do 18.º Batalhão da Polícia Militar para depor. Dimas disse em entrevista à Rádio Bandeirantes que a cabo Andreia, que trabalhava no 18.º BPM, contribuiu para as investigações que apontavam a ligação de policiais do batalhão com roubo de caixas eletrônicos. Dimas ainda disse que não acreditava na versão de que o menino tenha sido o autor da chacina, mas ponderou que a mãe de Marcelo não vinha sendo ameaçada de morte. Ele afirmou que o depoimento dela não chegou a provocar a punição de policiais.
No dia seguinte, ele voltou atrás e disse que "se perdeu" na entrevista. O recuo foi feito em depoimentos à Corregedoria da PM e ao DHPP (departamento de homicídios da Polícia Civil). A Folha de S. Paulo apurou que as declarações de Dimas irritaram o comando da corporação, já que batiam de frente com a investigação da Polícia Civil.
Comentando sobre a retirada do depoimento do coronel Wagner Dimas o major Olímpio disse: "Obviamente, ele foi pressionado [pelos seus superiores] porque não havia registro oficial da denúncia (…) Ele acabou sendo destroçado administrativamente pela Secretaria de Segurança Pública [ao recuar na sua declaração] (…) Não podemos desprezar nenhuma possibilidade para a elucidação da chacina de uma família de policiais, nenhuma linha de investigação". O coronel Wagner Dimas foi afastado do comando do batalhão, porém, a PM disse que foi Dimas solicitou afastamento por motivos médicos, mas que ele continua no comando da unidade.
Em entrevista para a revista Isto É Independente, o Major Olímpio Gomes declarou: 
Ainda na cena do crime, vários PMs que trabalhavam com Andréia vieram me dizer que poderia se tratar de uma ‘treta de polícia’, ou seja, jargão policial que significa vingança de policial corrupto contra o honesto (…) Um dos comandantes ainda chegou a me dizer que era bem possível que o autor dos crimes estivesse lá, entre nós, fingindo uma cara triste. (…) Estão querendo destruir a carreira dele, [do coronel Wagner Dimas] chamá-lo de louco, mas eu confirmo que essa denúncia é verdadeira."
Na época em que a cabo Andreia denunciou os colegas, o comandante do 18º Batalhão era o coronel Osni Rodrigues de Souza, que depois foi para a reserva. A investigação que apurava se a cabo Andreia Bovo Pesseghini, morta com a família, teria denunciado o esquema de PMs corruptos, desapareceu. Apesar da gravidade da denúncia, a Justiça Militar decidiu não prosseguir com a investigação, informando que a sindicância interna não virou inquérito policial militar.

### Questionamentos dos laudos oficiais
Em julho de 2014 foi divulgado em uma reportagem da Band que centenas de horas de gravação não haviam passado por perícia - e poderiam provocar a reabertura do caso. Em uma das sequências, é possível observar que à 1h15 do dia 5 de agosto um carro prata que, segundo a polícia, era dirigido por Marcelinho após assassinar a família. O condutor do veículo está com as mãos em cima do volante e no banco de trás é possível ver o que parece ser um vulto. Um veículo com os faróis apagados estaciona e, como se estivesse sinalizando algo, pisca quatro vezes a lanterna traseira. Mais tarde, por volta de 40 segundos depois dois carros escuros, com películas protetoras nos vidros, passam em baixa velocidade.
Outro vídeo que foi analisado pelo norte-americano Mark Andrews, que trabalha na Law Enforcement and Emergency Services Video Association, diz que os vídeos das câmeras de seguranças que mostram Marcelo saindo do carro e entrando na escola foram manipuladas. Faltam trechos do vídeo no tempo de 6:24:41 e 6:24:43. Também o foi questionado o motivo da polícia ter feito somente um reconhecimento fotográfico em um vídeo de qualidade duvidosa e concluindo que era Marcelo Pesseghini.
Outros questionamento apontados foram:
"3. De acordo com a polícia, Marcelinho matou a família em dez minutos. O cadáver de Luis Marcelo, porém, estava em adiantado estado de putrefação, diferentemente dos demais
(…)
5.O sargento Luís Marcelo teria que estar às 5h no Batalhão da ROTA para uma operação. Ele não apareceu e ninguém foi atrás
6.Testemunhas afirmam que viram uma moto com dois indivíduos em frente da casa de Luis pulando o muro no dia do crime, mas a situação foi ignorada
7. As manchas de sangue encontradas nas paredes são incompatíveis com tiros efetuados por alguém da altura de Marcelinho
Um parecer médico-legal enviado em fevereiro de 2014 ao TJ-SP (Tribunal de Justiça de São Paulo) e ao MP-SP (Ministério Público de São Paulo) aponta "erros inaceitáveis" nos laudos do Instituto de Criminalística e contesta a tese de que o adolescente matou a família e cometeu suicídio em seguida, como aponta a Polícia Civil. O documento, assinado pelo médico-legista George Sanguinetti, cita que marcas na mão e no braço do menino seriam "lesões de defesa, indicativas que a criança, antes de ser executada, tentou defender-se". O parecer afirma também que, pela posição que o corpo de Marcelo foi encontrado, é improvável que ele tenha se matado.
A polícia confirmou que uma testemunha-chave mentiu sobre um churrasco que teria acontecido na casa da família horas antes do crime. Ingressos de cinema provam que a família passou a tarde em um shopping center.

### Pedidos de reabertura do caso
A Vara da Infância e Juventude do Tribunal de Justiça de São Paulo negou pedido de reabertura do inquérito do caso Marcelo Pesseghini, segundo informações do Ministério Público (MP). Roselle Soglio, advogada da família, havia solicitado, em 14 de julho de 2014, uma nova apuração por parte da Promotoria para tentar comprovar a inocência do garoto e confrontar a versão apresentada pela Polícia Civil. A advogada recorreu da decisão e também encaminhou pedido à Procuradoria-Geral da República para a federalização da apuração, defendendo que houve violação dos direitos humanos do menor acusado pelo crime e de toda a família.
Em 23 de fevereiro de 2015, o Tribunal de Justiça de São Paulo negou a reabertura do caso pela segunda vez. A advogada Roselle Soglio recorreu ao Superior Tribunal de Justiça (STJ), ao Supremo Tribunal Federal (STF) e pediu a federalização na Procuradoria-Geral da República afirmando "que só investigaram uma hipótese: a de Marcelo ser culpado". Todos os pedidos de reabertura foram negados.
Os exemplos que a advogada Roselle Soglio levantou para a reabertura do caso são:

1. Testemunha mente em depoimento: A principal testemunha do caso, que afirma que Marcelo Pesseghini sabia dirigir e atirar, disse que a família realizou um churrasco no dia dos assassinatos, mas ingressos de cinema comprovaram que eles passaram a tarde em um shopping center.
2. Testemunha se contradiz: Segundo a advogada, essa mesma testemunha dá depoimentos contraditórios: ora diz que viu a mochila de Marcelo, ora diz que não. Ele também afirma e depois nega que a porta da casa da família estivesse fechada.
3. Avós paternos não foram ouvidos: Os pais do sargento da Rota Luís Marcelo Pesseghini, Maria José e Luiz Carlos, não foram chamados para depor. Eles dizem ter certeza de que o garoto é inocente e que não sabia dirigir ou atirar.
4. Registro de ligações telefônicas foi adulterado: A principal testemunha diz ter encontrado os corpos por volta das 18h. O laudo do IC (Instituto de Criminalística) indica que os registros de ligações do telefone de Luís Marcelo foram apagados, e o aparelho só voltou a registrar telefonemas e mensagens por volta das 18h20, o que indica que alguém apagou a agenda. Segundo a advogada, várias pessoas ligaram para Luís Marcelo ao longo do dia, mas isso não foi investigado.
5. Parecer psiquiátrico encomendado a profissional externo: A advogada questiona a decisão do DHPP de solicitar que o psiquiatra Guido Palomba emitisse parecer sobre a condição mental de Marcelo, uma vez que o IML e o IMESC possuem psiquiatras forenses. Ela diz que houve uma usurpação de função pública, crime previsto no artigo 328 do Código Penal, já que era necessária a negativa dos órgãos oficiais do Estado para se pensar em "convidar" um profissional para realizar um parecer técnico.
6. Laudo psiquiátrico construído sem informações dadas por familiares: A advogada diz que o psiquiatra não ouviu os familiares da vítima, não teve acesso ao prontuário médico do examinado (por via judicial ou por familiares) e utilizou apenas as peças do inquérito fornecidas pelo delegado.
7. Depoimentos da médica do garoto foram desconsiderados: A advogada afirma que não foram levadas em consideração as declarações da médica de Marcelo, que o acompanhou desde quando se descobriu sua doença (com meses de vida). A profissional da saúde afirma taxativamente que ele não era portador de nenhuma doença mental ou desvio de comportamento.
8. Imagens não foram periciadas: As imagens registradas por câmeras de segurança (17 DVDs, ao total) foram anexadas ao processo somente após o relatório final do delegado e não passaram por perícia. Dentre elas, há um vídeo que mostra um vulto saindo do carro que supostamente era dirigido por Marcelo Pesseghini.
9. Página no Facebook: Uma página no Facebook em homenagem ao pai de Marcelo, criada antes do horário em que os corpos foram descobertos, foi atribuída a um garoto de 15 anos que diz ter feito a publicação com outro nome. A polícia acatou a justificativa. A advogada questiona por que a investigação não tentou comprovar o fato com a rede social.
10. Mistério sobre celulares de pai e filho: A defesa afirma que a polícia não pediu às operadoras de celular o rastreamento dos telefones de Marcelo e da testemunha do churrasco no dia 4 de agosto com bases nas torres das ERBs (Estações Rádio Base). Na investigação do assassinato da advogada Mércia Nakashima, o ex-policial Mizael Bispo, agora condenado pela Justiça, essa informação do telefone o colocou na cena do crime.
11. Afastamento de comandante da PM: A advogada questiona o afastamento, por problemas de saúde, do Comandante do 18º Batalhão da PM Wagner Dimas logo após dar declarações à imprensa de que o cabo da PM Andreia Pesseghini, mãe de Marcelo, teria denunciado policiais envolvidos em roubo de caixas eletrônicos.
12. Local do crime foi invadido: A advogada questiona as declarações do DHPP de que o local do crime fora preservado, mas os laudos necroscópicos apontam que a casa dos Pesseghini foi invadida por dezenas de pessoas, inclusive policiais.
13. Lesões na mão de Marcelo: Marcelo apresentava lesões de defesa na mão que não foram analisadas. Além disso, o perito assinala manchas de sangue com características de espargimento (gotas projetadas com alta velocidade) na face interna da mão do garoto. Não há possibilidade de isso acontecer quando se está empunhando a arma, argumenta a advogada.
14. Laudo põe em dúvida quem apertou o gatilho: Em laudo complementar, o perito relator do laudo de local afirma que, diferentemente do que consta do laudo inicial, o dedo de Marcelinho não se encontrava no gatilho da arma.

### Opiniões de especialistas
O presidente da Comissão de Segurança Pública da Ordem dos Advogados do Brasil da Seccional São Paulo (OAB-SP), Arles Gonçalves Júnior, disse que a execução da família Pesseghini demorou cerca de 10 minutos, segundo testes feitos na residência na Brasilândia, onde os cinco corpos foram encontrados. O chefe direto da cabo Andreia, o capitão Laerte Araquém Fidelis Dias, da 1ª Companhia do 18º Batalhão, na Freguesia do Ó, disse que desconhecia que o filho da PM era portador de uma doença degenerativa. Ele a descreveu como uma pessoa alegre e sorridente, que nunca transpareceu problemas. Outro ex-chefe da cabo ouvido no Departamento de Homicídios e de Proteção à Pessoa (DHPP) foi o capitão Fábio Paganotto, ex-comandante da 1ª Companhia do 18º batalhão. A Corregedoria da PM investiga uma denúncia de que Paganotto foi alertado pela cabo sobre um esquema de furtos a caixas eletrônicos praticados por policiais que trabalhavam com ela. Paganotto saiu do DHPP sem falar com a imprensa.
O médico legista e professor da UFAL (Universidade Federal de Alagoas) George Sanguinetti, que ficou conhecido por refazer o laudo das mortes do casal Paulo Cesar Farias e Suzana Marcolino e apontar que eles foram assassinados em 1996, afirmou em entrevista ao UOL que o filho do casal de policiais militares também foi assassinado junto com os pais. Ao analisar as fotos do local em que os corpos de Marcelo e dos pais foram encontrados, Sanguinetti afirma que a posição do adolescente não é compatível com a de um suicídio, e sim, com a de um assassinato.
A posição em que o corpo do menino caiu, com a mão direita em cima do lado esquerdo da cabeça, e o braço esquerdo dobrado para trás, com a palma da mão esquerda aberta para cima, não é compatível com a posição de um suicida, e sim, de uma pessoa que foi assassinada (...) A configuração dos braços e o jeito como o corpo caiu não são encontrados em casos de suicídio. Ele não foi o autor do tiro, com certeza.
(...)
Outros detalhes chamam a atenção. O menino toca só levemente na arma, enquanto nos suicídios a arma fica fixa na mão. Além disso, a mão esquerda — e o menino é canhoto — apresenta uma ferida recente no pulso, que não foi explicada. Na palma da mão, há evidência de que ele antepôs alguma defesa, de que tentou uma reação. Não tenho dúvida de que a cena foi montada. Ela não é natural.
(...)
Houve manuseio do corpo. Tenho mais de 40 anos de medicina legal e posso dizer, com firmeza, que não foi o menino quem atirou. Se não tivesse certeza, não afirmaria isso. Fiz simulações do fato e, em nenhuma hipótese, o corpo fica daquele jeito. A posição da mãe é a de uma pessoa que estava em submissão para execução. Se estivesse em outra posição, não teria caído como caiu, com 85% do peso fora do colchão, ajoelhada. Em todas as mortes, os tiros foram de profissionais. O menino não seria capaz daquilo, mesmo que soubesse atirar.
Além dessas evidências, o próprio padrão do crime seria muito atípico segundo escreveu o psiquiatra forense da USP Daniel Martins de Barros em sua coluna no Estadão, já que no parricídio (crime de matar os pais) o autor raramente comete suicídio, enquanto no familicídio (matar a família toda) o criminoso geralmente é o pai.
Segundo Kathleen Heide, professora da Universidade do Sul da Flórida, são "extremamente raros nas estatísticas científicas, ao redor do mundo e ao longo do tempo, agressores tão jovens. (...) Outra característica pouco usual é a morte de vários membros da família de uma só vez. A maioria desses crimes ocorre quando um único filho mata um único parente". Estudos de Heide apontaram três tipos de agressores: aqueles abusados pelos pais, os que apresentam transtornos mentais graves e os antissociais. Para Paula Inez Cunha Gomide, presidente da Sociedade Brasileira de Psicologia e pesquisadora de parricídio no Brasil, Marcelo não parece sofrer de um transtorno mental claro nem de personalidade antissocial, dois dos três tipos de agressores identificados por Heide. "O psicopata não se arrepende e o psicótico tem histórico de surtos e alucinações, que teriam vindo à tona". Como Marcelo, na hipótese investigativa atual, teria cometido suicídio após matar os familiares, o caso não se encaixaria no tipo psicopata nem no antissocial. Ainda assim, a especialista questiona a conclusão de parricídio: "Como uma criança subjuga dois adultos policiais? Por que ele usaria luvas se se mataria depois? Essas perguntas ainda precisam ser respondidas" 
Os laudos do inquérito não indicam a autoria dos crimes. A opinião é de Fernanda de Almeida Carneiro, advogada criminalista e professora da Escola de Direito do Brasil. De acordo com os documentos, houve "alteração na cena do crime". Munição deflagrada foi achada sobre estante da sala da casa da avó do menino.

### Pedido de reabertura nos Estados Unidos
Através da advogada Roselle Soglio, foram enviados documentos pelos avós paternos de Marcelo Pessehini em agosto de 2018 para a Comissão Interamericana de Direitos Humanos (CIDH) da Organização dos Estados Americanos (OEA), em Washington, nos Estados Unidos. Se o pedido for aceito, será enviada para o Brasil uma comissão para investigar se o garoto Marcelo Pesseghini é inocente no caso.